# 衝突電離

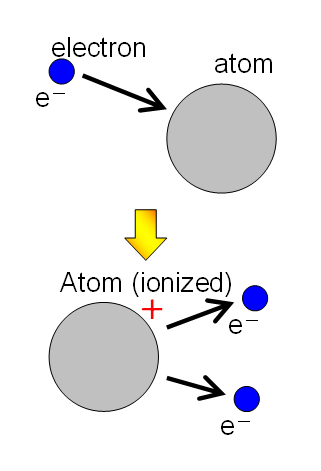
衝突電離の概念図

衝突電離（しょうとつでんり、英語: impact ionization）とは、半導体や絶縁体に高電界を印加した場合に、電子やホールのキャリアが材質を構成する原子もしくは分子に衝突しイオン化させると同時に、複数のキャリアを作り出す現象。
衝突電離が生じるには十分な運動エネルギーが必要であるため、高い電界が必要である。
この衝突電離が生じて増加したキャリアが更に衝突電離を引き起こすと、正のフィードバックが働きアヴァランシェ・ブレークダウン (avalanche breakdown) が発生する。高抵抗の材質でこのアヴァランシェ・ブレークダウンが発生し、低抵抗のフィラメント状の領域ができることを電流フィラメントと呼ぶ。

## 半導体における衝突電離
通常、半導体中の電子は、電圧の印加により低電圧側から高電圧側に移動する。電界が小さい場合は、十分な速度まで加速される前に、半導体を構成する分子や原子に衝突するため、衝突と衝突の間の緩和時間も長く、正のフィードバックが生じにくい。
電界強度を上げると、電子の運動エネルギーも高くなり、緩和時間も短くなるため、衝突電離は生じやすくなる（→平均自由行程も参照）。この衝突電離で生じた電子は電界で加速され、運動エネルギーが高い状態になる、これをホット・エレクトロン (hot electron) と言う。
この衝突電離が生じると、キャリアの量が増大するため、電流は急激に増加する。これを利用した素子が、アヴァランシェ・ダイオードや、アヴァランシェ・光・ダイオードである。
その一方で、特に GaAs の MESFET や HEMT 等の電界効果トランジスタでは、衝突電離で生じたホールの流出先が存在しないため、単純な電流増幅だけでなく、蓄積されたホールによるポテンシャルの変動による不安定現象（キンク現象と呼ばれる）が発生する。衝突電離は、半導体のキャリアの生成・再結合の過程の一つであり、高電圧時の半導体物理を理解するには必須な項目である。

## 類似した現象
衝突電離の名称では呼ぶことはないが、放電も電離（イオン化）が伝導に関連しており、現象としては良く似たものである。